# سباستيان سالومون
سباستيان سالومون (بالإسبانية: Sebastián Salomón)‏ (10 نوفمبر 1998 في الأرجنتين - ) هو لاعب كرة قدم أرجنتيني في مركز الوسط. لعب مع أريس ليماسول وألماجرو وأوليمبيا أسونسيون ورامبلا جونيورز وغودوي كروز ولوس أنديس ونادي لانوس وDeportivo Roca ‏.